# Santa Catarina kommun, San Luis Potosí
Santa Catarina är en kommun i Mexiko.   Den ligger i delstaten San Luis Potosí, i den centrala delen av landet, 240 km norr om huvudstaden Mexico City.
Följande samhällen finns i Santa Catarina:
- San Diego
- Santa María Acapulco
- El Puente
- La Parada
- Tanlacut
- La Encantada
- El Coco
- Las Lagunitas
- Calabazas
- La Barranca
- Limón de la Peña
- El Carrizalillo
- El Mezquital
- San José
- La Compuerta
- Chacuala
- Paso de Botello
- Mesa del Junco
- La Cuchilla
- San Nicolás de Tampote
- Santa Teresa
- Joya del Gavilán
- Agua Amarga